# 황인철 (공무원)
황인철(黃寅哲, Hwang In-Chul, 1954년 5월 30일 ~ )은 대한민국의 공무원이자 정치인이다.

## 생애
경기도 이천에서 출생한 그는 이천북고등학교 졸업을 거쳐 건국대학교 행정학과에서 학사 학위 취득 후, 미국 위스콘신 매디슨 대학교 정책대학원을 나왔다.
2001년부터는 교육부 국장, 고위공무원으로서 서울대학교 사무국장, 전남대학교사무국장, 부경대학교사무국장으로 재직하고, 교육부 재정기획관, 교육복지지원국장, 경기도교육청 부교육감, 경상북도교육청 부교육감을 역임했다.

## 학력
- 이천백사국민학교 졸업
- 이천북중학교 졸업
- 이천북고등학교 졸업
- 건국대학교 행정학과 학사
- 서울대학교 행정대학원 행정학 석사
- 미국 위스콘신 매디슨 대학교 정책대학원 석사
- 단국대학교 대학원 교육학 박사

## 경력
- 1979년 - 행정고시 합격(23회)
- 2001년 ~ 2011년 - 경기도, 경상북도교육청 부교육감
- 경기대학교 초빙교수
- 중앙대학교 초빙교수
- 숭실대학교 초빙교수
- 영남대학교 초빙교수
- 조선대학교 초빙교수
- 동아대학교 초빙교수
- 상지대학교 초빙교수
- 홍익대학교 초빙교수
- 2012년 ~ 2013년 - (사)한국검인정교과서 이사장